# LML Freedom
LML Freedom ist die Bezeichnung einer Leichtkraftradserie des indischen Herstellers LML (Lohia Machinery Limited), der in Europa durch lizenzgefertigte Star-Motorroller bekannt wurde, die optisch der Vespa PX entsprechen.

## Geschichte
Nach dem Ende der Kooperation mit dem italienischen Rollerhersteller Piaggio Ende 1999 verlor LML zunehmend Marktanteile. Mit der Freedom wurde initial versucht, sich wieder auf dem einheimischen Markt zu behaupten. Die Freedom kam im Juli 2002 auf den Markt und galt als Erfolgsmodell des Unternehmens LML, das erstmals 2000 mit den Eigenentwicklungen LML Adreno und der LML Energy den heimischen Leichtkraftmarkt betrat. Bis November 2003 wurden durchschnittlich 14.000 Exemplare pro Monat abgesetzt.

## Modellvarianten
Die Modellpalette wurde nach dem Erfolg der Ursprungsversion im Jahr 2004 um die Freedom Prima 110 und die Freedom Prima 125 ergänzt. Beide Modelle erhielten den neuentwickelten Delta 4-Motor mit Digitalzündung. Im August 2004 erschien zudem das Modell Freedom Topper.
Mit der Werksschließung im Februar 2006 wurde die Produktion der LML Freedom eingestellt. Nach der Wiedereröffnung im März 2008 konzentrierte sich das Unternehmen zunächst auf die Produktion der erfolgreichen LML Star-Modelle, insbesondere für den Export.
Erst 2013 wurde die 110 cm³-Version mit leichten Überarbeitungen neu aufgelegt. Hierzu muss erwähnt werden, dass in Indien weniger die Höchstgeschwindigkeit bei Motorrädern von Bedeutung ist, sondern meist die Wirtschaftlichkeit des Fahrzeuges eine Rolle spielt. Angegeben werden typischerweise die Reichweiten pro Liter. Laut Unternehmenswebsite werden auch nur noch die beiden 110 cm³-Modelle LS und das geringfügig preiswertere DX-Variante angeboten. Beide unterscheiden sich augenscheinlich optisch nur geringfügig. Die Fahrzeuge haben vorne und hinten Trommelbremsen. KS steht für Kickstarter-Versionen, ES für Motorräder mit elektrischem Starter.
|                                    | Freedom 110                             | Freedom Prima 110                       | Freedom Prima 125                       | Freedom Topper                          | Freedom LS                              | Freedom DX                              |
| ---------------------------------- | --------------------------------------- | --------------------------------------- | --------------------------------------- | --------------------------------------- | --------------------------------------- | --------------------------------------- |
| Motorbauart                        | luftgekühlter Einzylinder-Viertaktmotor | luftgekühlter Einzylinder-Viertaktmotor | luftgekühlter Einzylinder-Viertaktmotor | luftgekühlter Einzylinder-Viertaktmotor | luftgekühlter Einzylinder-Viertaktmotor | luftgekühlter Einzylinder-Viertaktmotor |
| Schmierung                         | Druckumlaufschmierung                   | Druckumlaufschmierung                   | Druckumlaufschmierung                   | Druckumlaufschmierung                   | Druckumlaufschmierung                   | Druckumlaufschmierung                   |
| Hubraum                            | 109,15 cm³                              | 109,15 cm³                              | 124,88 cm³                              | 124,88 cm³                              | 109,15 cm³                              | 109,15 cm³                              |
| max. Leistung in kW (PS) bei 1/min | 6,2 kW (8,4 PS) 7750                    | 6,2 kW (8,4 PS) 7750                    | 7,8 kW (10,8 PS) 8000                   | 7,8 kW (10,8 PS) 8000                   | 6,4 kW (8,7 PS) 7750                    | 6,4 kW (8,7 PS) 7750                    |
| max. Drehmoment in Nm bei 1/min    | ?                                       | ?                                       | ?                                       | ?                                       | 8,5 5000                                | 8,5 5000                                |
| Getriebe                           | 4-Gang-Schaltung                        | 4-Gang-Schaltung                        | 4-Gang- bzw. 5-Gang- Schaltung          | 4-Gang-Schaltung                        | 4-Gang-Schaltung                        | 4-Gang-Schaltung                        |
| Höchstgeschwindigkeit              | ?                                       | ?                                       | 97 km/h                                 | 97 km/h bzw. 104 km/h                   | 95 km/h                                 | 95 km/h                                 |
| Tankinhalt                         | 12,25 l                                 | 12,25 l                                 | 12,25 l                                 | 12,25 l                                 | 12,25 l                                 | 12,25 l                                 |
| Eigengewicht (fahrbereit)          | 119 kg                                  | 119 kg                                  | 121 kg                                  | 121 kg                                  | 119 kg                                  | 119 kg                                  |